# Piszke (település)
Piszke 1950 óta Lábatlanhoz tartozó egykori község a mai Komárom-Esztergom vármegyében.

## Fekvése
A Duna déli, jobb partján fekszik A településtől délre a Gerecse hegység található. Főutcája a 10-es főút, valamint az Esztergom–Almásfüzitő-vasútvonal is érinti a települést.

## Története
Eredetileg Komárom vármegyéhez tartozott. 1385-ben lábatlani Hensliny Pál birtokában találjuk. 1502-ben bajnai Both András  horvát báné volt. 1519-ben Bajoni János, erdődi Bakócz Tamás érsek és Maithényi György voltak itt birtokosok. 1551-ben Apponyi István és János, 1559-ben Dersffy Farkas és István, 1651-ben a Hrasztovánszky család bírt földesúri joggal. 1678-ban baráti Huszár István nyerte királyi adományul. 1702-ben Huszár Imre lábatlani birtokosé volt, ekkor Duna-Nedecével együtt, mint puszta, Lábatlanhoz tartozott. Az 1732. évi egyházlátogatási jegyzőkönyv szerint újonnan települt sváb lakosai mit sem fizettek a plébánosnak. Földesura ekkor báró Gyulay Ferenc volt. 1755-ben Nedeczky Ferenc, a későbbi alispán, továbbá az Újlaky, a Lehóczky és a Hegyi családok mint lábatlani birtokosok földesúri hatósága alá tartozott. A XVIII. század végén Nedeczky Ferenc, Komárom vármegyei főpénztárnok birtokába került. (1785.) Gyermekei 1815-ben osztozkodtak meg az örökségen; ekkor a piszkei birtok a legidősebb fiúé, Ferenczé († 1845) lett. Az 1876. XXXIII. törvénycikk (az úgynevezett 1876-os megyerendezés) Komárom vármegyéből Esztergom vármegye területébe kebelezte át. Jelenlegi temploma 1900-ban épült. 1732-ben Nyergesújfalu fíliája templom nélkül.
Gerenday Antal pesti kőfaragó mester megszerzi a márványbányát, hogy állandó alapanyag-ellátást biztosíthasson a pesti manufaktúrájába. Az egykori postakocsi-állomást is megveszi irodaépület céljára. A bányászatot a kor színvonalán termelő cég piacvezető vállalattá fejleszti. Hajóállomást építtet, hogy a Pest-budai megrendelőkhöz olcsón szállíthassa a márványt (a vasút ekkor még nem épült meg). A falu ekkoriban sokat fejlődik, megépül néhány intézménye. Még a Dunán szemben lévő Karvával közös olvasókör is alakul. Ennek emlékére 2009-től Lábatlan–Karva Maratont rendeznek minden évben. Az egyik fia, Béla a céges épületeket családi kúriává építteti át. A kertből pedig arborétum válik.
A település másik nagy ipara a papírgyártás. 1908-ban Miskolczi József azbesztcementet és papírt gyártó üzemet létesített a faluban. Az üzem termékpalettája az azbeszttől a középfinom, majd a vékonypapír előállítása felé tolódik el két lépcsőben. 1925-ben papírgépet vesznek, 1965-től pedig korszerűsítik a gyárat. A rendszerváltás után a gyárat privatizálták. A gyárat 2009. márciusában botrányos körülmények között zárták be. A dolgozókat eleinte nem is bocsátották el, de a bérüket nem fizették ki. A munkások tiltakozásul demonstráltak is. A gyár több fordulóban kelt el. 2012–13-ban mintegy 2,5 milliárd, a következő években pedig még 3,5 milliárdot költenek a gyártás újraindítására

## Látnivalók
- Gerenday-kert
- Pisznice-barlang
- Sarlós Boldogasszony plébániatemplom. Freskóit és díszítő festéseit Lohr Frenc készítette 1934-35-ben.

## Nevezetes piszkeiek
- Itt halt meg Lohr Frenc festő
- Itt született Hamvas Endre püspök